# 冲出康普顿
《冲出康普顿》（英語：Straight Outta Compton）是一部2015年F·加里·格雷执导的美国传记剧情片，片名来自于美国黑人嘻哈組合Niggaz Wit' Attitude （尼哥有態度，N.W.A.）于1988年所发行的首张专辑。2015年8月14日在美国上映，获得广泛好评。

## 剧情
1986 年，由于街头帮派、毒贩和警察的暴行，加利福尼亚州康普顿已成为一个混乱的反乌托邦。一天晚上，埃里克·赖特险些躲过了警方对一家毒品屋的突袭。第二天早上，安德烈·杨正在为自己想做什么而苦苦挣扎，他的母亲指责他错过了工作面试。与此同时，奥谢·杰克逊是一名高中生，立志成为一名说唱歌手。埃里克、安德烈和奥谢有一天相遇并组建了一支乐队。他们的能力预示着一家唱片公司的成立，而埃里克将有能力经营这家唱片公司。有一天，乐队遇到了杰瑞·海勒，他同意成为他们的经纪人。
当乐队在录音室制作他们的首张专辑时，他们在外面吃午饭时遭到警察伏击。伏击结束后，乐队返回录音室，奥谢创作了一首针对警察的反弹歌曲。该专辑因歌曲大多含有露骨的歌词并混杂种族主义而引起争议。1989 年，乐队进行全国巡演以宣传专辑。在密歇根州底特律的一场音乐会上，乐队表演了警察反弹歌曲，结果由于警察围堵并逮捕乐队而导致表演陷入停滞，导致观众离开会场发生骚乱。
杰瑞推迟了与乐队和唱片公司的合同，这引起了奥谢的一些困惑，奥谢离开乐队并开始单飞。尽管奥谢的个人事业取得了成功，但唱片公司却推迟支付他的版税，这导致奥谢用棒球棒破坏了唱片公司办公室。奥谢和他以前的乐队成员发行了专辑，其中包含互相反驳的曲目，这引起了媒体的一些困惑。
安德烈发现他的乐队付给他的钱太少了，所以他明白了这一点并离开了，然后与苏格·奈特一起单飞。安德烈似乎很享受他的重建生涯，尤其是通过帮助新晋说唱歌手，但在与陌生人在停车场发生争执后，苏格的真实意图很快就被揭露了。这将预示着洛杉矶最近的骚乱。
自从奥谢和安德烈离开他的乐队后，埃里克的财富和健康状况就开始下降。埃里克与奥谢短暂相聚后，埃里克回到家，他的女友托米卡出示了文件证明，包括未付发票、取消的支票和逾期账单。埃里克很快意识到杰瑞利用了整个乐队，导致埃里克破产。埃里克拿出托米卡出示的所有文件质问杰瑞，并解雇了他。
杰瑞被抛弃后，埃里克与以前的乐队成员重聚，但之后却意外癫痫发作。埃里克住进医院，经检测后被确诊感染人类免疫缺陷病毒。埃里克无法离开医院，很快被送往生命支持系统，几个月后去世。

## 角色
- 小歐席亞·傑克森 - 艾斯·库伯
- 柯瑞·霍金斯 - Dr. Dre
- 傑森·米契 - Eazy-E
- 奧迪斯·霍吉 - MC Ren
- 小尼爾·布朗 - DJ Yella
- 保羅·賈麥提 - Jerry Heller，团队经纪人
- Marlon Yates Jr. - The D.O.C.
- 柯瑞·雷諾斯 - Alonzo Williams
- Alexandra Shipp - Kimberly Woodruff
- 安潔拉·伊蕾恩·吉普斯 - Doris Jackson
- Bruce Beatty - Hosea Jackson
- Lisa Renee Pitts - Verna Young
- 凱斯·史坦費爾德 - Snoop Dogg
- R. Marcus Taylor - Suge Knight
- Sheldon A. Smith - Warren G[4]
- Carra Patterson - Tomica Woods[4]
- Elena Goode - Nicole Threatt
- Keith Powers - Tyree Crayon
- Mark Sherman - Jimmy Iovine
- Camryn Howard - DJ Speed
- Cleavon McClendon - Sir Jinx
- Rogelio Douglas, Jr. - Chuck D
- Steve Turner - Keith Shocklee
- Tyron Woodley - T-Bone
- LaDell Preston - Shorty
- Jordan Can - J-Dee
- J. Kristopher - Lay Law
- Stephanie Campbell - Charis Henry
- Marcc Rose - Tupac Shakur (voiced by Darris Love)[5]

## 制作
2014年8月5日在加州洛杉矶县的康普顿开拍，9月上旬在北好莱坞的 Laurel Canyon Boulevard 拍摄了一场种族骚乱戏份。

## 反响
北美首周末获得6020万美元列榜首，超越《美国派2》的4510万票房创造了R级影片8月开画的周末票房纪录。次周末以2600万蝉联冠军，第三周末再以1300万实现三连冠。第四周末入账885万列第二，累计1.48亿。
烂番茄新鲜度87%，Metacritic上36家媒体综评72分，IMDB上則有7.9分的評價，获得普遍好评。《芝加哥太阳报》给88分，并认为这是“近二十年来最佳的音乐传记类电影。”
入选美国电影学会和国家评论协会年度十佳电影。
| 上一届： 《不可能的任務：失控國度》 | 2015年美國週末票房冠軍 第33-35周 | 下一届： 《战争房间》 |

## 榮譽
- 第87屆國家評論協會獎
  - 十大佳片
- 第88届奥斯卡金像奖
  - 最佳原创剧本提名